# Дарко Мартиновић
Дарко Мартиновић (Цетиње, 3. септембар 1985) је црногорски фолк певач и победник шесте сезоне такмичења Звезде Гранда. Већином је слеп, и види само пет одсто.

## Дискографија

### Албуми
- Дарко Мартиновић Ево, Ево ( 2013) Grand Production[4]

### Синглови
- Срце ми је крај Цетиња (2012)
- Њено име (2013)
- Падај кишо (Гранд фестивал 2014.)
- Кога лажем (2015)
- За љубав стару (2017)
- Лујкама окружен (2018)
- Прођох скоро Црном Гором (2021) обрада песме Зорана Калезића
- Заклетва (2021) на компилацији Џеп са тајнама 2 музичара Момчила Зековића Зека[5]